# Kleinia madagascariensis
Espèce
Kleinia madagascariensis est une espèce de plantes à fleurs de la famille des Asteraceae.